# Загорка Доловац
Загорка Доловац (Нови Сад, 12. октобар 1966) српска је правница и Врховна јавна тужитељка.

## Биографија
Загорка Доловац је рођена 12. октобра 1966. године у Новом Саду. Завршила је Карловачку гимназију 1985. године. Дипломирала је на Правном факултету Универзитета у Београду 1989. године. Од 1990. до 1992. године је била приправник у Окружном јавном тужилаштву у Новом Саду, да би 1992. године положила правосудни испит и запослила се као стручни сарадник Општинског јавног тужилаштва у Новом Саду.
Заменик Општинског јавног тужиоца је постала 1996, а заменик Окружног јавног тужиоца у Новом Саду 2004. године. Од 2007. године је била вршилац дужности (в.д) Окружног јавног тужиоца у Београду.
Републички јавни тужилац је постала 1. јануара 2010. године. Реизабрана је 2015. године.
Амбасадор Француске у Београду Жан Луј Фалкони јој је уручио Национални орден Легије части у рангу Витеза, 3. октобра 2019. године.

## Одликовања
- Витез Националног ордена Легије части, додељен 3. октобра 2019. године (Француска).[3]